# 尤西基夫齊
49°54′56″N 26°6′2″E / 49.91556°N 26.10056°E
尤西基夫齊（烏克蘭語：Юськівці）是位於烏克蘭西部特諾皮爾州裏克列梅涅茨區的村莊，處於戈倫河畔，始建於1545年，面積3.280平方公里，2001年人口1,047。